# Sân bay St. Gallen-Altenrhein
Sân bay St. Gallen-Altenrhein là một sân bay tại Altenrhein (đô thị Thal) trong bang St. Gallen, Thụy Sĩ (IATA: ACH, ICAO: LSZR).

## Các hãng hàng không và tuyến bay
| Hãng hàng không                                 | Các điểm đến |
| ----------------------------------------------- | ------------ |
| Austrian Airlines cung ứng bởi Tyrolean Airways | Vienna       |